# Modisimus ixobel
Modisimus ixobel là một loài nhện trong họ Pholcidae. Loài này được phát hiện ở Guatemala.